# Oglasa rufoaurantia
Oglasa rufoaurantia är en fjärilsart som beskrevs av Rothschild 1915. Oglasa rufoaurantia ingår i släktet Oglasa och familjen nattflyn. Inga underarter finns listade i Catalogue of Life.